# 쇼쇼니어
쇼쇼니어(Shoshoni) 또는 쇼숀어(Shoshone)는 유트아스텍어족 누미어파에 속하는 언어로, 미국 서부의 원주민 쇼쇼니족에 의해 사용된다. 이들은 와이오밍주, 유타주, 네바다주, 아이다호주에 걸쳐 그레이터베이슨 지역에 주로 분포한다.
유트아스텍어족의 언어 중 최북단에 위치하며, 누미어파(Numic)라는 분류에 속하는데 이 이름은 모든 소속 언어들에서 "사람"을 뜻하는 동계어에서 유래했다. 쇼쇼니어에서 이 어휘는 방언에 따라 neme [nɨw̃ɨ]나 newe [nɨwɨ]가 되어 있다. 가장 가까운 언어는 팀비샤어와 코만치어로 이 언어들의 화자는 쇼쇼니족의 일파로도 여겨진다. 부족에 따라 방언이 있어 서부, 북부, 동부, 그리고 고슈트 방언으로 나뉜다.

## 같이 보기
- 쇼쇼니족